# ليونيل كارولي
ليونيل كارولي (بالفرنسية: Lionel Carole)‏ (12 أبريل 1991 بمونتروي في فرنسا - ) هو لاعب كرة قدم فرنسي في مركز الدفاع. شارك مع منتخب فرنسا تحت 17 سنة لكرة القدم ومنتخب فرنسا تحت 18 سنة لكرة القدم ومنتخب فرنسا تحت 19 سنة لكرة القدم ومنتخب فرنسا تحت 20 سنة لكرة القدم ومنتخب فرنسا تحت 21 سنة لكرة القدم. أما مع النوادي، فقد لعب مع غلطة سراي ونادي بنفيكا ونادي تروا ونادي سيدان ونادي نانت وS.L. Benfica B ‏.

## روابط خارجية
- ليونيل كارولي على موقع الاتحاد الأوربي (الإنجليزية)
- ليونيل كارولي على موقع اتحاد تركيا (لاعب) (الإنجليزية)
- ليونيل كارولي على موقع رابطة كرة القدم الفرنسية للمحترفين (الإنجليزية)
- ليونيل كارولي على موقع قاعدة بيانات كرة القدم.إي يو (الإنجليزية)
- ليونيل كارولي على موقع ليكيب (الفرنسية)
- ليونيل كارولي على موقع Soccerbase.com (لاعب) (الإنجليزية)
- ليونيل كارولي على موقع Soccerway.com (الإنجليزية)
- ليونيل كارولي على موقع عالم كرة القدم.نت (الإنجليزية)
- ليونيل كارولي على موقع AS.com (الإسبانية)